# Nobuyuki Baba
Pour les articles homonymes, voir Baba.
Nobuyuki Baba (馬場 伸幸, Baba Nobuyuki), né le 27 janvier 1965 à Sakai, est un homme politique japonais. Membre de la Chambre des représentants depuis 2012, il est président du Parti japonais de l'innovation (Nippon ishin no kai) depuis août 2022 après en avoir été le secrétaire général de 2015 à 2021 et le co-président de 2021 à 2022.

## Biographie
Baba est né le 27 janvier 1965 dans le quartier d'Ōtorinishi à Sakai, dans la préfecture d'Osaka. Diplômé du lycée préfectoral d'Ōtori, il travaille d'abord pendant trois ans comme cuisinier pour la chaîne de restaurants Royal Host avant d'être engagé comme secrétaire par Tarō Nakayama à la Chambre des représentants en 1986,. D'abord membre du Parti libéral-démocrate (PLD), Baba est élu conseiller municipal de Sakai à 28 ans en 1993,.
En 2010, il suit Ichirō Matsui lorsque celui-ci, après avoir quitté le groupe PLD à l'assemblée préfectorale d'Osaka l'année précédente, fonde l'Association pour la restauration d'Osaka, un parti régional, avec le gouverneur de la préfecture Tōru Hashimoto. Entre-temps devenu vice-président du conseil municipal de Sakai en 2006, Baba en est élu président en 2011. Candidat de l'Association pour la restauration du Japon (ARJ) aux élections législatives de décembre 2012, il remporte le siège de la dix-septième circonscription d'Osaka avec 44,2 % des voix face à son adversaire Nobuko Okashita (PLD) et entre à la Chambre des représentants. Il est réélu en décembre 2014 sous les couleurs du Parti de l'innovation (Ishin no tō), issu de la fusion de l'ARJ et du Parti de l'unité trois mois auparavant.
En septembre 2015, alors qu'il est président du comité stratégique du Parti de l'innovation à la Diète, Baba est congédié par le chef du mouvement Yorihisa Matsuno (ja). Le parti se divise à l'automne et Baba rejoint en décembre la nouvelle formation de Tōru Hashimoto, Initiatives d'Osaka (Ōsaka ishin no kai),. Celle-ci change son nom en août 2016 pour celui de Parti japonais de l'innovation (Nippon ishin no kai). Baba est successivement secrétaire général des deux organisations. Il est également réélu représentant du Japon en octobre 2017 puis en octobre 2021. 
Le 30 novembre 2021, selon la volonté d'Ichirō Matsui, chef du parti, Baba est nommé co-président de Nippon Ishin en remplacement de Toranosuke Katayama, démissionnaire. Moins d'un an plus tard, le 27 août 2022, il est élu président du mouvement à une large majorité face à ses concurrents Yasushi Adachi et Mizuho Umemura, prenant la suite de Matsui avec le soutien de celui-ci et de la majorité des membres du parti. Le gouverneur de la préfecture d'Osaka, Hirofumi Yoshimura, succède à Baba en tant que co-président. Le 14 mai 2023, après que Nippon Ishin a réussi son pari d'obtenir 600 élus aux élections locales d'avril, Baba est réélu chef du parti de manière anticipée lors d'un congrès extraordinaire,.

## Prises de position
Pour Baba, l'objectif de Nippon Ishin est de devenir un « second PLD » et d'aboutir à un système bipartite où les deux partis conservateurs, PLD et Ishin, s'affronteraient sur leurs projets de réforme,. Il n'exclut pas non plus de rejoindre la coalition PLD-Kōmeitō au pouvoir si les bonnes conditions sont réunies. Ces positions ne font néanmoins pas l'unanimité au sein de Nippon Ishin. 
Baba n'est par ailleurs pas favorable à un rapprochement avec le Parti démocrate constitutionnel (PDC), qu'il juge trop éloigné politiquement. En mars 2024, il pose comme condition à une éventuelle coopération électorale que le PDC retire ses candidats dans 70 à 80 circonscriptions.
En août 2023, à l'occasion d'une visite officielle à Taipei, Baba plaide pour le renforcement de la coopération militaire entre le Japon et Taïwan face à la Chine et exprime son soutien à l'adhésion de Taïwan au Partenariat transpacifique.
En janvier 2024, il défend la tenue de l'exposition universelle de 2025 à Osaka. L'événement est critiqué pour son coût, qui a augmenté de 80 % depuis l'initiation du projet en 2018, alors que la région de Noto, frappée par un séisme le 1er janvier 2024, a besoin de financer sa reconstruction. Baba y voit un faux dilemme et estime au contraire que l'exposition universelle apportera des opportunités industrielles et commerciales qui bénéficieront au redressement économique de la région de Noto, proche d'Osaka.

## Résultats électoraux
| Année | Parti  | Parti | Circonscription | Voix   | %     | Rang | Issue |
| ----- | ------ | ----- | --------------- | ------ | ----- | ---- | ----- |
| 2012  |        | ARJ   | 17e d'Osaka     | 81 663 | 44,22 | 1er  | Élu   |
| 2014  |        | Ishin | 17e d'Osaka     | 70 196 | 43,72 | 1er  | Élu   |
| 2017  |        | Ishin | 17e d'Osaka     | 65 427 | 43,53 | 1er  | Élu   |
| 2021  | 94 398 | Ishin | 17e d'Osaka     | 53,60  |       | 1er  | Élu   |
| 2024  | 82 234 | Ishin | 17e d'Osaka     | 52,30  |       | 1er  | Élu   |